# Бил Уайман
Бил Уаймън е бившият бас китарист на Ролинг Стоунс (The Rolling Stones). Роден през 1936 г., той е един от създателите на групата заедно с Брайън Джоунс, Мик Джагър и Кийт Ричардс (да не се бърка с Клиф Ричард). До 1990 година е неизменен член на Ролинг Стоунс. Има издадени и 5 самостоятелни албума през 60-те и 70-те години. От 1997 година гастролира със собствена група – Бил Уаймън и кралете на ритъма.